# Galeodes versicolor
Galeodes versicolor är en spindeldjursart som först beskrevs av Lawrence 1956.  Galeodes versicolor ingår i släktet Galeodes och familjen Galeodidae. Inga underarter finns listade i Catalogue of Life.